# 피파 블랙
피파 블랙(Pippa Black, 1982년 10월 16일 ~ )은 오스트레일리아의 배우이다.

## 출연 작품
- 더 쿠키 맙스터 (2014)
- 레몬트리패시지: 죽음의 질주 (2013)
- 아웃소스드 (2010)
- 더 웨이크 (2009)